# 張大受 (大西進士)
張大受（？—1644年），四川華陽縣人。明末流寇張獻忠政權開科舉取中的狀元。
大順元年（1644年）十月甲申科武状元，张献忠对他非常宠爱，赐美女十人、豪华府第一座、家丁二十人。三天後，张献忠說：“我心里很喜欢他，但害怕再见面了，速杀了他来报”。結果張大受被斬首。